# Hl. Dreifaltigkeit (Oberstrahlbach)

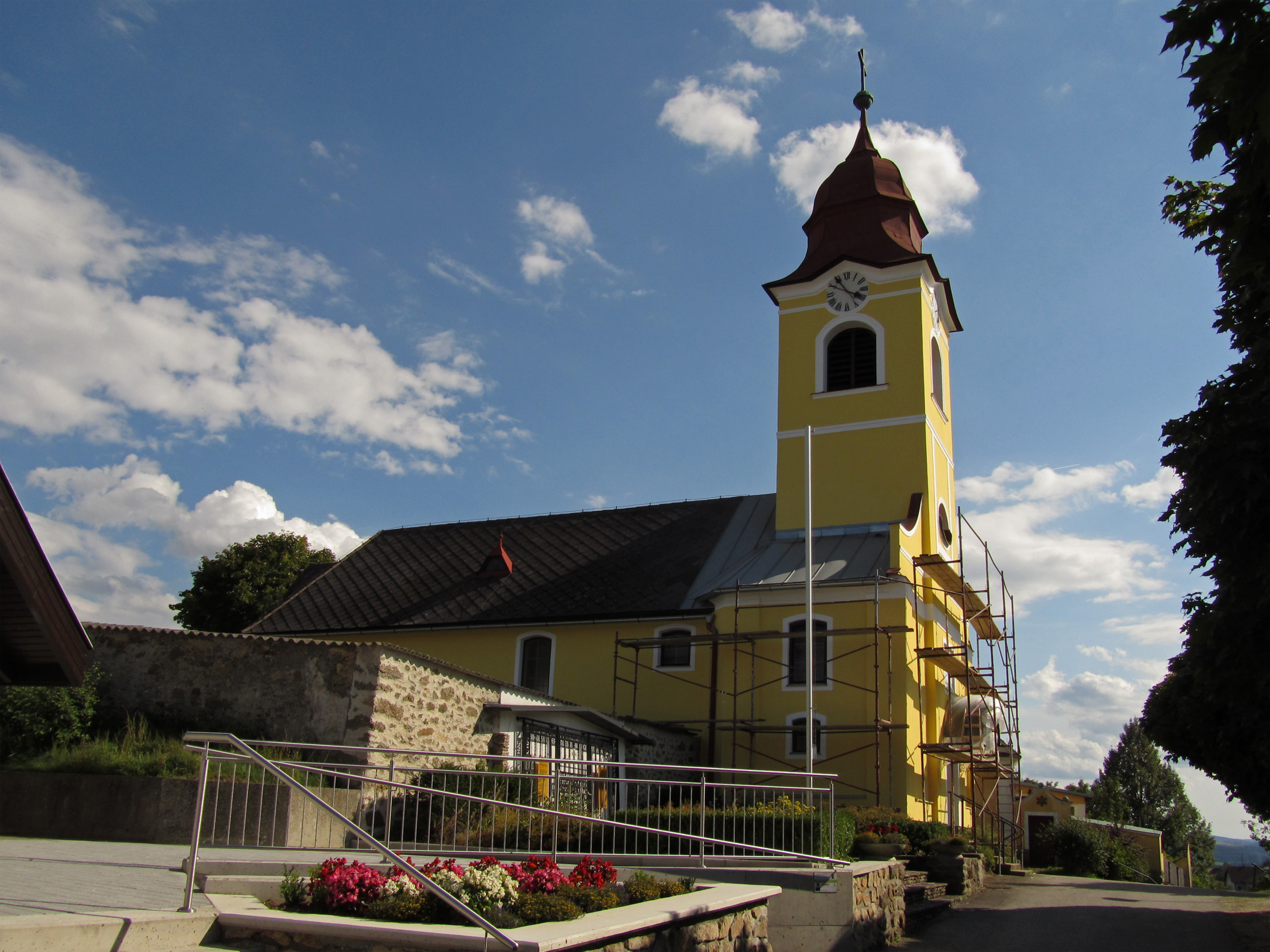
Pfarrkirche Oberstrahlbach

Die römisch-katholische Pfarrkirche Hl. Dreifaltigkeit steht auf einer Anhöhe in der niederösterreichischen Ortschaft Oberstrahlbach. Sie ist ein barockes Bauwerk aus den Jahren 1700–1706. 1798  erhielt sie einen Westturm und 1827 eine Chorverlängerung. Die Kirche ist mit dem Friedhof und dem Pfarrhof zu einer Einheit verbunden. Die Pfarre Oberstrahlbach wurde 1784 gegründet. Sie besteht aus den Ortschaften Oberstrahlbach, Niederstrahlbach und Unterrabenthan und gehört zum Dekanat Zwettl. Die Kirche steht unter Denkmalschutz (Listeneintrag).

## Kirche

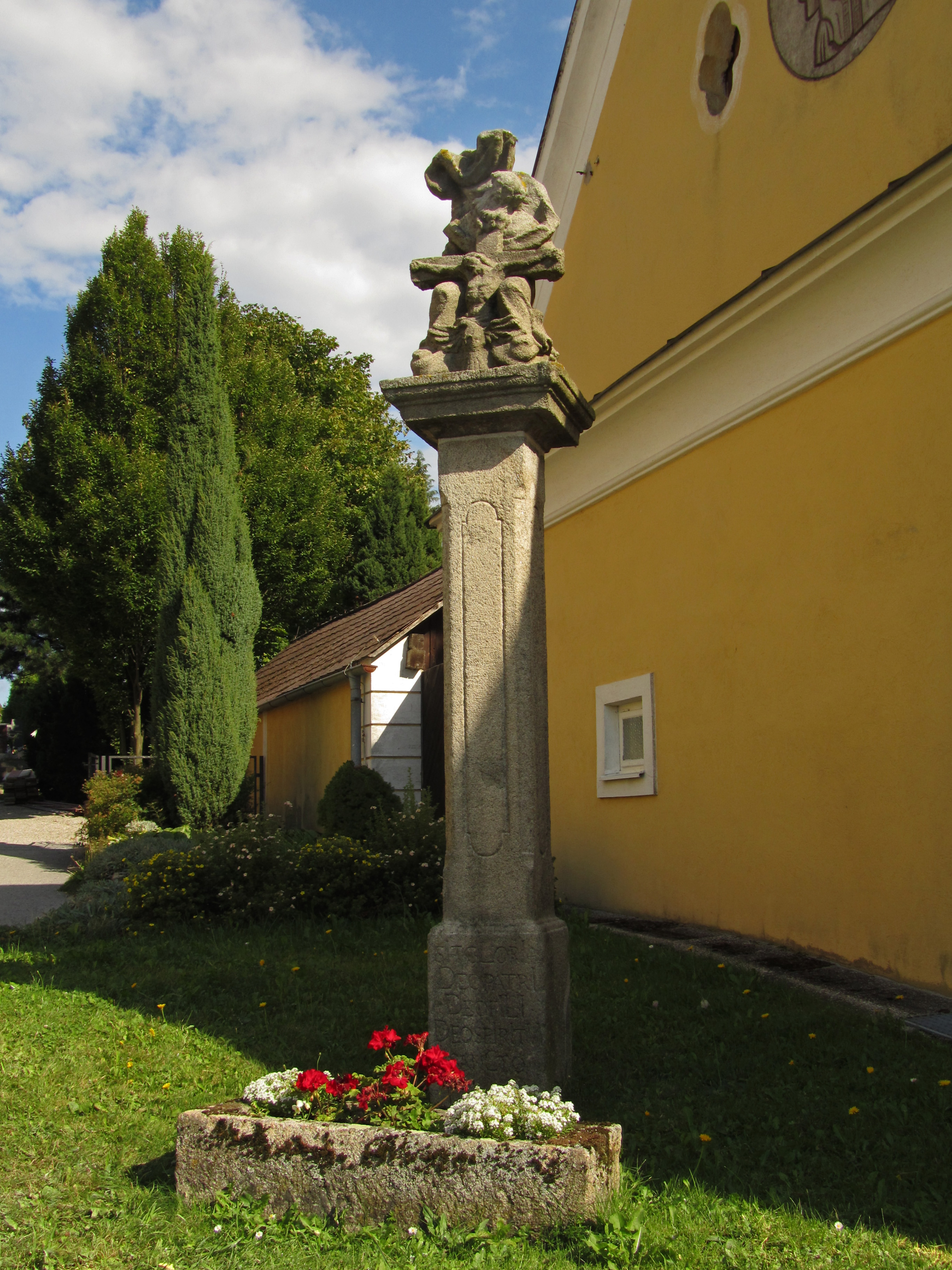
Gnadenstuhl

Der zweigeschoßige Turm mit runden Schallfenstern und Ovalfenstern hat eine spätbarocke Haube. Seine Fassade ist durch Putzbänder schlicht gegliedert. Das Langhaus hat Flachbogenfenster. Daran schließt ein dreiseitig geschlossener Chor und im Süden ein niedriger Sakristeianbau an. Der Innenraum des einschiffigen Langhauses ist von einer Flachtonne überwölbt und durch einen weiten Rundbogen als Triumphbogen zum leicht erhöhten Chor hin geöffnet. Dieser verfügt über ein schmales, tonnengewölbtes Vorjoch und Stichkappen. Die Orgelempore im Westen wird von einem Platzlgewölbe getragen. Die Sakristei hat ein Tonnengewölbe. Vom ehemaligen Hochaltar stammt eine barocke Dreifaltigkeitsgruppe aus der Zeit um 1700. Zur weiteren Einrichtung zählen spätbarocke Figuren der hll. Sebastian und Leonhard von 1720/1730, eine um 1440 angefertigte Figur des hl. Wolfgang sowie eine Glocke von 1860 und eine weitere, die von Ignaz Hilzer 1848 gegossen wurde.

## Pfarrhof

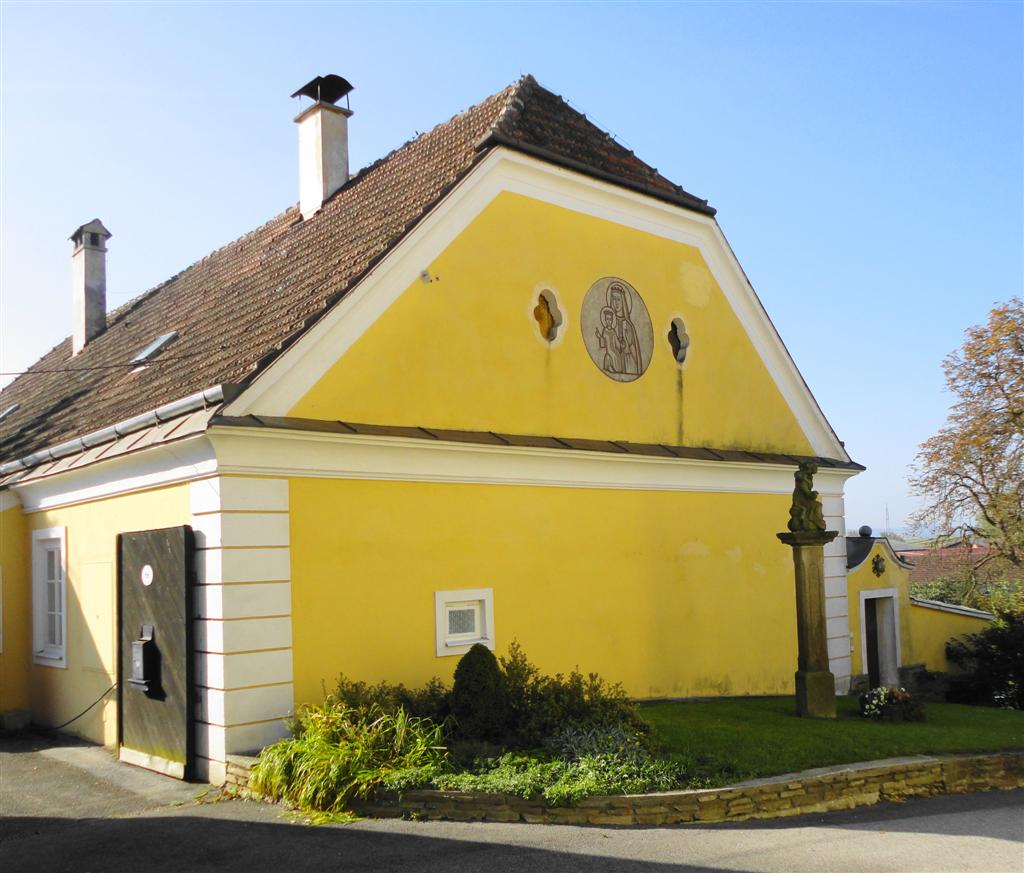
Pfarrhof

Der Pfarrhof gegenüber der Kirche ist ein um 1780/1790 errichteter Bau mit einer Westfassade im Plattenstil. Seine Umfassungsmauer hat unter dem geschweiften Giebel ein Gehtürl.
Eine Nische mit einer Figur der hl. Veronika mit Schweißtuch steht an der Westseite des Pfarrhofs. Sie entstand um 1670 und wurde 1955 restauriert.
Zwischen Pfarrhof und Kirche befindet sich eine barocke Dreifaltigkeitssäule – ein Gnadenstuhl auf rechteckigem Pfeiler – die im Chronogramm mit „1713“ bezeichnet ist. Sie besteht aus Granit und wurde im Zuge einer Straßenerweiterung vom Neuwirtshaus an ihren heutigen Standort zwischen Kirche und Pfarrhof versetzt. Am Sockel trägt sie eine Inschrift.